# Nghị định thư Luân Đôn (1830)
Nghị định thư Luân Đôn của ngày 3 Tháng 2 năm 1830 là một thỏa thuận giữa ba đại cường quốc (Vương quốc Liên hiệp Anh và Ireland, Vương quốc Pháp và Đế quốc Nga), trong đó sửa đổi các quyết định của Nghị định thư năm 1829 và thành lập Hy Lạp như một độc lập, nhà nước có chủ quyền.
Kết quả của Chiến tranh giành độc lập của Hy Lạp, bắt đầu vào năm 1821 và sự can thiệp của các cường quốc trong cuộc xung đột trong Trận Navarino (1827), việc thành lập một dạng nhà nước Hy Lạp ở miền nam Hy Lạp đã trở nên chắc chắn. Năm 1827, Quốc hội thứ ba Hy Lạp giao quyền cai trị quốc gia non trẻ này cho Ioannis Kapodistrias, người đã đến Hy Lạp vào tháng 1 năm 1828. Bên cạnh những nỗ lực của mình để đặt nền móng cho một nhà nước hiện đại, Kapodistrias đã tiến hành đàm phán với các cường quốc hiện đại. và tình trạng hiến pháp của nhà nước Hy Lạp mới.
Vào tháng 3 năm 1829, các bộ trưởng ngoại giao của các cường quốc đã ký Nghị định thư Luân Đôn đầu tiên, theo đó Hy Lạp sẽ trở thành một quốc gia tự trị, phụ lưu dưới sự thống trị của Ottoman, dưới một hoàng tử Kitô giáo được bầu chọn và bao gồm các trung tâm của cuộc nổi dậy của Hy Lạp, Morea (Peloponnesos), Lục địa Hy Lạp và Cyclades. Các cuộc diễn tập ngoại giao của Kapodistrias, được hỗ trợ bởi chiến thắng của Nga trong Chiến tranh Nga-Thổ Nhĩ Kỳ năm 1828, đã dẫn đến việc sửa đổi nghị định thư vào ngày 3 tháng 2 năm 1830. Theo đó, Hy Lạp sẽ hoàn toàn độc lập khỏi Đế quốc Ottoman, nhưng biên giới của nó đã được giảm xuống một dòng chạy từ Sông Aspropotamos đến Vịnh Maliac. Leopold của Saxe-Coburg (Quốc vương tương lai của Bỉ) đã được chọn làm Vua đầu tiên của Hy Lạp, nhưng ông đã từ chối lời đề nghị.
Nghị định thư một lần nữa được sửa đổi trong Nghị định thư Luân Đôn 1832, nơi thiết lập biên giới cuối cùng của Vương quốc Hy Lạp và trao vương miện cho hoàng tử xứ Bavaria Othon.